# Налбандян, Карен (футболист, 2002)
Карен Налбандян (арм. Կարեն Նալբանդյան; род. 14 апреля 2002, Ереван) — армянский футболист, полузащитник клуба «Алашкерт».

## Карьера

### «Локомотив» Ереван
Воспитанник футбольный академии ереванского клуба «Бананц». В июле 2018 года футболист перебрался в структуру ереванского «Локомотива». Первоначально футболист выступал за команду клуба до 18 лет. В сентябре 2018 года футболист стал подтягиваться к играм с основной командой, вместе с которой стал выступать в Первой лиге. В июле 2019 года футболист перешёл в российский клуб «Виста», в котором пробыл до лета 2020 года.

### «Нораванк»
В июле 2020 года футболист присоединился к армянскому клубу «Нораванк». Вместе с клубом футболист стал выступать в Первой лиге. Дебютировал за клуб 16 августа 2020 года в матче против ереванского ЦСКА, выйдя на поле в стартовом составе и отличившись затем дебютным забитым голом. Футболист сразу же закрепился в основной команде клуба, став одним из ключевых игроков. За сезон футболист отличился за клуб 4 забитыми голами и 6 результативными передачами, став бронзовым призёром чемпионата, по итогу выйдя в Премьер-лигу.
Новый сезон футболист начал 1 августа 2021 года с дебютного матча в армянской Премьер-лиге против клуба «Урарту», выйдя на поле в стартовом составе. Первым результативным действием в сезоне отличился 12 апреля 2022 года в матче против клуба «Ван», отдав голевую передачу. Вместе с клубом стал обладателем Кубка Армении, где в финале 8 мая 2022 года победили клуб «Урарту». Своим первым голом в сезоне футболист отличился 16 мая 2022 года в матче против клуба «Ноа». Закончил чемпионат на итоговом седьмом месте, отличившись за сезон забитым голом и результативной передачей. 

### «Ноа»
В июле 2022 года футболист присоединился к клубу «Ноа». Дебютировал за клуб 30 июля 2022 года в матче против клуба «Алашкерт», выйдя на замену на 66 минуте. Футболист закрепился в основной команде клуба, чередуя матчи в стартовом составе и со скамейки запасных. В январе 2023 года футболист покинул клуб, результативными действиями так и не отличившись.

### «Алашкерт»
В январе 2023 года футболист перешёл в клуб «Алашкерт». Дебютировал за клуб 10 марта 2023 года в матче против ереванского ЦСКА, выйдя на замену на 80 минуте. Первым результативным действием за клуб отличился 17 марта 2023 года в матче против клуба «Ширак», отдав голевую передачу. Футболист быстро смог закрепиться в основной команде клуба, преимущественно выходя на поле со скамейки запасных. Закончил сезон вместе с клубом на четвёртом итоговом месте, получив путёвку в квалификационные матчи Лиги конференций УЕФА.
В июле 2023 года футболист вместе с клубом отправился на квалификационные матчи Лиги конференций УЕФА. Дебютный матч в рамках еврокубкового турнира сыграл 20 июля 2023 года против черногорского «Арсенала», выйдя на замену на 82 минуте. Первый матч в чемпионате сыграл 31 июля 2023 года против ереванского «Пюника». По итогу второго квалификационного раунда Лиги конференций УЕФА футболист в ответном матче 3 августа 2023 года уступил в серии пенальти венгерскому «Дебрецену» и завершил еврокубковую компанию. Дебютный гол за клуб забил 19 августа 2023 года в матче против ереванского ЦСКА.

## Международная карьера
В сентябре 2018 года футболист получил вызов в юношескую сборную Армении до 17 лет. Дебютировал за сборную 19 сентября 2019 года в товарищеском матче против сборной Беларуси. В конце октября 2018 года вместе со сборной отправился на квалификационные матчи юношеского чемпионата Европы. 
В марте 2022 года футболист получил вызов в молодёжную сборную Армении для участия в квалификациях молодёжного чемпионата Европы. Дебютировал за сборную 29 марта 2022 года в матче против сборной Сербии.

## Достижения
«Нораванк»
- Обладатель Кубка Армении: 2021/22